# Trabadelo
Trabadelo ist eine Gemeinde mit 319 Einwohnern (Stand: 2024) in der spanischen Comarca El Bierzo im Westen der Provinz León. Die zugehörige Gemarkung hat eine Fläche von 68 km².
Der Ort liegt in 560 Metern Höhe am Fluss Valcarce in der Sierra de Ancares.
Die Hauptroute des Jakobsweges, der Camino Francés, durchquert Trabadelo beim Aufstieg zum etwa 15 km nordwestlich gelegenen Pass Puerto de Pedrafita (1109 m), wo er dann die autonome Gemeinschaft Kastilien-León verlässt und Galicien erreicht.